# 정항래
정항래는 대한민국 육군의 예비역장군이다.

## 학력
- 청주고등학교
- 육군사관학교 제38기 학사
- 국방대학교  운영분석 석사

## 약력
- 2014.04.~2016.10  육군 군수사령부 사령관
- 2014.04.21 중장 진급
- 2013.10.~2014.04.  육군 본부 군수참모부장
- 2013.04~ 2013.10   연합사 군수참모부장
- 2011.04.~2013.04.  육군  21보병사단 사단장
- 2010.11~ 2011.04.  제 1군사령부 군수처장
- 2009.04 ~ 2010.11  제 9공수 특전여단장
- 2008.11~ 2009. 04  영국 왕립군사연구소 연수

| 전임 전동운 | 대한민국 육군군수사령부 사령관 2014년 4월 24일 ~2016.10.27 | 후임 이정근 |